# Autorizzazione di Elverum
L'Autorizzazione di Elverum (in norvegese: Elverumsfullmakta) fu un decreto col quale il ruolo esecutivo affidato al parlamento venne sostituito temporaneamente dalla monarchia assoluta in quanto il parlamento non era in grado di riunirsi in sessione ordinaria a Oslo durante la seconda guerra mondiale a causa dell'invasione nazista.

## Storia
La risoluzione venne approvata unanimemente dal Parlamento di Norvegia (Storting) il 9 aprile 1940 nel villaggio di Elverum, in Norvegia, dopo che sia i membri del parlamento che quelli della famiglia reale norvegese avevano dovuto fuggire dalla capitale per l'invasione tedesca nel corso dell'Operazione Weserübung.

## Testo
L'autorizzazione riportava, in forma tradotta:

## Significato
L'autorizzazione è di massima importanza storica in quanto essa permise di fatto al re di prendere decisioni esecutive sebbene si trovasse in esilio forzato all'estero, il che non significò un ritorno alla monarchia assoluta, ma fu una condizione d'emergenza decisa da una causa bellica.

## Dibattito
Gli storici moderni hanno dibattuto se questa scelta non sia da interpretarsi anche come una volontà di abbandonare completamente i poteri legislativi da parte del parlamento norvegese in favore del re. L'emissione del documento venne curata dalla Suprema Corte di Norvegia, che riconobbe tale autorizzazione come legittima e valida.
Alcuni criticarono già all'epoca che di fatto l'autorizzazione non era mai stata formalmente posta ai voti e quindi non dovesse ritenersi valida, ed in ogni caso essa era da considerarsi invalidata in quanto non aveva basi costituzionali che permettessero al parlamento di scavalcare le proprie funzioni e di delegittimarsi di un potere proprio dell'organismo stesso. Inoltre secondo l'articolo 17 dell'autorizzazione tali poteri avevano effetto unicamente sulle aree del "commercio", dei "costumi", dell'"economia" e della "polizia" sin quando comunque il parlamento non fosse stato nuovamente in grado di ricompattarsi.